# (468298) 2015 EP17
(468298) 2015 EP17 es un asteroide perteneciente al cinturón de asteroides, descubierto el 21 de diciembre de 2008 por el equipo Spacewatch desde el Observatorio Nacional de Kitt Peak (Arizona, Estados Unidos).